# Fåsmyr och Mörkloksmyren
Fåsmyr och Mörkloksmyren är ett naturreservat i Mora kommun i Dalarnas län.
Området är naturskyddat sedan 2016 och är 566 hektar stort. Reservatet omfattar två sjöar, Västertjärn och Östertjärn, och många myrar med tall och gran bevuxna myrholmar